# カワサキ・Z400GP
カワサキ・z400GP（ゼットよんひゃくジーピー）とは、川崎重工業（後の川崎重工業モーターサイクル&エンジンカンパニー）が、かつて製造販売していた普通自動二輪免許で乗れるオートバイである。

## 概要
Z400FXの後継機種として1982年に発売された。
Z400GPのサイドカバーに配置されるエンブレムには「GPz400」と明記されており、1983年に発売された後継機種GPz400と車輌名称を混同し易い。ちなみに、車種名称に関する法則では、GPの後に小文字の「z」となる場合は空冷エンジン搭載モデルを表し、大文字の「Z」となる場合は水冷エンジン搭載モデルを表している。
エンジンや足まわりなどがZ400FXから改良された。リヤサスペンションはモノショック方式のスイングアーム「ユニトラックシステム」を採用。エンジンは5馬力アップの48馬力にパワーアップされ、車体重量もZ400FX（E4）の192kgから-13kgの軽量化を果たした。
ヘッドライトはそれまでの丸型から角型に変更され、ブラック・クロムメッキの排気管、ジュラルミン鍛造のセパレートハンドル、メーターにはマイコン制御の液晶モニターが装備された。

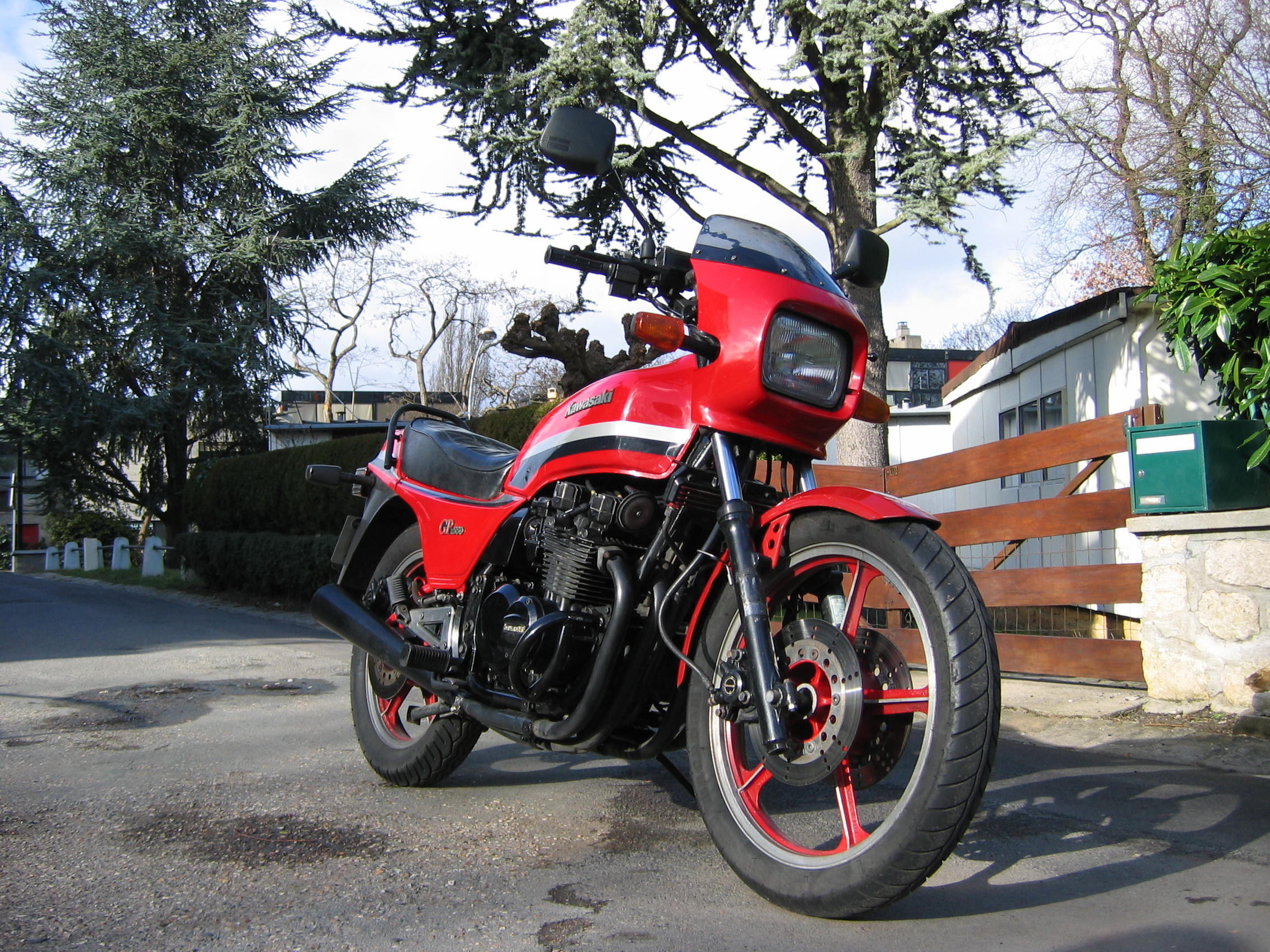
z550GP 輸出モデル/欧州仕様。パーツの大部分はz400GPと共有している。

車体デザインはFXの流れを組む全般的に直線基調で角張ったものだが、やや丸みを帯びてタンクからサイドカバー、テールカウルまで一体のラインとなっており、FXとは異なる印象を受ける。
カワサキワークスカラーのライムグリーンの車体色と段付きシートはZ1000R（ローソン・レプリカ）をイメージさせるものである。
尚、エンジン形式こそ同様の「KZ400EE」であるものの、Z400GPと先代モデルZ400FXのボアストロークは「ボア52.0mm x ストローク47.0mm」と共通である一方、後継モデルGPz400および後年のゼファー（400ccモデル）では「ボア55.0mm x ストローク42.0mm」と異なっている。
発売翌年の1983年、後継モデルのGPz400の発売に伴い生産を終了した。